# Unsterblich
Unsterblich ('inmortal' en alemán) es un álbum de estudio del grupo alemán de punk rock Die Toten Hosen. Fue lanzado al mercado por la discográfica JKP el 6 de diciembre de 1999. Alcanzó el primer puesto en las listas de ventas de Alemania, el sexto en Austria y el noveno en Suiza. Se extrajeron de él cuatro sencillos: Schön sein, Unsterblich, Bayern y Warum werde ich nicht satt?.
En la grabación participaron a la batería tanto Vom Ritchie como Wolfgang Rohde. La portada es obra del fotógrafo alemán Johann Zambryski y muestra un paisaje alpino de fondo y en primer plano una valla de madera y un cartel con aspecto antiguo que reza "Auf Wiedersehen!" ('adiós'). Die Toten Hosen afirmaron años después que no estaban satisfechos con la portada.
El disco fue remasterizado y reeditado en 2007.

## Lista de canciones
1. Entschuldigung, es tut uns leid! ("Perdón, ¡lo sentimos!")− 4:05 (música: Campino / letra: Jacques Palminger, Campino, Joe Tirol)
2. Lesbische, schwarze Behinderte ("Discapacitadas negras y lesbianas") − 2:28 (Funny van Dannen)
3. Warum werde ich nicht satt? ("¿Por qué no me sacio?") − 3:28 (Breitkopf, Andreas von Holst / Campino)
4. Wofür man lebt ("Aquello para lo que se vive") − 3:18 (von Holst, Andreas Meurer / Campino)
5. Helden und Diebe ("Héroes y ladrones") − 6:05 (Breitkopf / Campino)
6. Sonntag im Zoo ("Domingo en el zoo") − 2:37 (von Frank Ziegert, Sänger der Band Abwärts)
7. Schön sein ("Ser bello") − 3:12 (Campino, van Dannen)
8. Container-Lied ("Canción del contenedor") − 1:07 (Meurer / Campino)
9. Alles wie immer ("Todo como siempre") − 2:49 (Meurer / Campino)
10. Unsterblich ("Inmortal") − 3:46 (Campino, von Holst / Campino)
11. Intersex[n. 1] − 0:40 (Meurer, Instrumentalstück)
12. Call of the Wild ("La llamada de la selva")− 3:23 (Breitkopf / Campino, T. V. Smith)
13. Unser Haus ("Nuestra casa")− 3:22 (von Holst / Campino)
14. Regen ("Lluvia")− 2:09 (Rohde / Campino)
15. König der Blinden ("Rey de los ciegos") − 3:32 (Breitkopf, von Holst / Campino)
16. Bayern ("Bayern") − 4:16 (van Dannen, Campino)
17. Der Mond, der Kühlschrank und ich ("La luna, el frigorífico y yo") − 2:43 (van Dannen, Campino)
18. Die Unendlichkeit ("El infinito"/"Lo inacabable") − 1:28 (von Holst / Campino)

1. ↑  Juego de palabras entre Sex ('sexo') e Internet.

### Títulos adicionales en la edición remasterizada de 2007
1. Ich seh' die Schiffe den Fluss herunterfahren ("Veo los barcos bajar por el río") − 2:41  (versión de Abwärts)
2. Fussball ("Fútbol") − 2:09 (von Holst / Campino)
3. Im Westen nichts Neues ("Nada nuevo en el Oeste") − 1:59 (Breitkopf / Campino)
4. Gesicht 2000 ("Cara 2000") − 2:20  (Breitkopf / Campino)
5. Lass doch mal Dampf ab ("Suelta vapor"[n. 1]) − 2:24  (Christian Bruhn / Fred Weyrich)
6. Meine Stadt ("Mi ciudad") − 2:47  (Breitkopf / Campino)
7. Neandertaler ("Neandertales") − 3:22 (van Dannen, Campino)
8. Die Nacht der lebenden Leichen ("La noche de los muertos vivientes") − 2:33  (Meurer / Campino)
9. You're Dead ("Estás muerto") − 4:41

1. ↑  Dampf ablassen ('soltar o liberar vapor') es una frase hecha que equivale a descargar furia o enfado.